# Приворотень Корнася
Приворотень Корнася (Alchemilla kornasiana) — вид квіткових рослин родини трояндових (Rosaceae).

## Біоморфологічна характеристика
Рослина 10–30 см заввишки. Стебла до 3/5–4/5 (рідко тільки до 1/2–3/5) своєї довжини густо вкриті волосками. Ніжки листків запушені як основа стебла. Листові пластинки ниркоподібні, округло-ниркоподібні або округлі, досить жорсткі, часто з крайовими лопатями, що налягають один на одного, переважно з обох боків густо запушені, розчленовані до 1/3–1/5 ширини, з 7–9 лопатями; лопаті з (4)5–7(8) майже однаковими широкими, зазвичай тупими (рідше гострими) вгору скошеними зубцями з кожного боку. Квітки зелені, 3.5–5 мм у діаметрі; гіпантій голий; чашолистки трикутно-яйцюваті, рівні по довжині або трохи довші за гіпантій.

## Поширення
Ендемік Карпат: Україна, Польща.
В Україні росте у Карпатах (Чивчино-Гринявські гори) — на гірських луках, рідко.